# Bredenbek (gmina)
Bredenbek – miejscowość i gmina w Niemczech, w kraju związkowym Szlezwik-Holsztyn, w powiecie Rendsburg-Eckernförde, wchodzi w skład urzędu Achterwehr.

## Współpraca
- Brandshagen – dzielnica gminy Sundhagen, Meklemburgia-Pomorze Przednie
- Walcott, USA[1]

## Znane osoby pochodzące z Bredenbek
- Eric Braeden (1941-), aktor